# جون ريا بارتون
جون ريا بارتون (بالإنجليزية: John Rhea Barton) ـ (لانكستر (بنسيلفانيا)، أبريل 1794 ـ فيلادلفيا، 1 يناير 1871) هو جراح عظام أمريكي اشتهر بوصفه سنة 1838 كسر بارتون، الذي نُسب إلى اسمه لاحقًا.

## حياته
تخرج جون ريا بارتون سنة 1818 في مستشفى بنسلفانيا، ولم يلبث أن صار عضوًا بهيئة تدريسه. عمل جراحًا بدار فقراء فيلادلفيا تحت إشراف فيليب سينغ فيسيك (الذي كان يُعرف بأبي الجراحة في الولايات المتحدة)، ثم عاد إلى مستشفى بنسلفانيا جرّاحًا سنة 1823.
عُرف ـ كجراح ـ بإجادته استخدام كلتا يديه، وكان لا يتحرك من موضعه بمجرد أن يأخذ مكانه لإجراء الجراحة. وقد ابتدع بارتون جراحة القطع العظمي لعلاج قسط المفاصل، وأجرى عملية قطع لعظم الفخذ بين المدورين الكبير والصغير. وفي سنة 1826، أجرى جراحة قطع عظمي بمفصل الورك في سبع دقائق.
ابتكر بارتون أيضًا ضمادة عُرفت بضمادة بارتون، استُخدمت لتدعيم الفك السفلي، كما ابتكر جفت بارتون، الذي استُخدم في التوليد.